# Central térmica de Sabón
La central térmica de Sabón se encuentra en el polígono industrial de Sabón en el municipio de Arteijo (La Coruña) en España. Estaba integrada por dos unidades, la antigua de fueloil de 480 MW y otra de ciclo combinado con una potencia de 400 MW que empezó a funcionar en el año 2008. Es propiedad de la empresa Naturgy.
Está situada a una altitud de 30 m s. n. m. sobre el nivel del mar, limitada al norte por Punta Cancela y la población de Rañobre, al este por el embalse de Rosadoiro, al sur por el polígono industrial de Sabón y al oeste por la playa del Alba.
La central de fuel constaba de dos grupos, el grupo I de 120 MW y el II de 350 MW, que iniciaron sus operaciones el 20 de abril de 1972 y el 1 de abril de 1975, respectivamente. Ambos fueron dados de baja en diciembre de 2011 y posteriormente desmantelados.

## Historia
La C.T. de Sabón inició su actividad en 1972 con dos grupos de producción de energía eléctrica que utilizaban el fuelóleo como combustible principal. GAS NATURAL FENOSA solicitó en 2010 el cierre de los dos grupos de fuelóleo de la central térmica que, con 40 años de antigüedad, habían agotado su vida útil. En 2008 empezó a funcionar el grupo de ciclo combinado, que opera con gas natural, con una potencia de 400 MW.
La primera piedra de la central de ciclo combinado de gas de Sabón, construida por Unión Fenosa, fue colocada en junio de 2006. 
La inversión estimada para la construcción, desarrollo y puesta en marcha alcanzaba los 221,3 millones de euros y se estimaba su puesta en marcha en noviembre de 2007.
El emplazamiento fue elegido por su proximidad a la planta de regasificación de Mugardos, su fácil conexión a la red de gasoductos y a la red eléctrica, y por su cercanía a Punta Langosteira.
El proyecto afirmaba reducir el consumo de agua en un 35 por ciento respecto de las necesidades de una central térmica convencional. Aun así, la central consume un caudal de 263 306 m3/año procedente de la red de abastecimiento municipal, ascendiendo el caudal vertido de aguas industriales a 101 258 m3/año.
Sabón consume 181522 t/año de gas natural y cantidades menores de fuelóleo (3575 t/año) y gasóleo (68 t/año). Por su parte, el consumo de energía eléctrica asciende a 6999 MWh/año.
Los principales contaminantes atmosféricos son: Dióxido de carbono 511000 t/año (2009), Óxido nitroso 39.5 t/año (2008), amoníaco 27400 t/año (2009), Óxidos de nitrógeno 219 t/año (2009), Óxidos de azufre 1500 t/año (2008), Arsénico y compuestos 34,4 kg/año (2008), Cadmio y compuestos 68.8 kg/año (2008), Cromo y compuestos 236 kg/año (2008), Mercurio y compuestos 40.6 kg/año (2009) y Níquel y sus compuestos 125 kg/año (2009). Su chimenea de 200 metros de altura es, después de la chimenea de 356 metros de la central térmica de As Pontes, la construcción más alta de Galicia.
Ya aprobados los permisos para montar sobre lo que era la térmica un segundo ciclo combinado, en mayo de 2009 el grupo Gas Natural-Unión Fenosa se propuso la venta de la central.
Sin embargo la operación no se concretó y la compañía descartó la conversión de la vieja central. En octubre de 2010 el gobierno autorizó a Gas Natural-Unión Fenosa a cerrar los grupos I y II de la central térmica de Sabón, concediendo un término de dos años para su desmantelamiento. En 2019 se completó la demolición de la chimenea que llevaba en desuso desde 2008.